# 高等专业学习文凭
高等专业学习文凭（法語：diplôme d'études supérieures spécialisées；缩写：DESS或DipESS）是一种创立于法国的高等教育文凭，在沿用法国高等教育体系的比利时、卢森堡、魁北克、黎巴嫩、马格里布等国家和地区也有使用。
该文凭等级为高中后五年（BAC+5），相当于一年制硕士，但与高等深入研究文凭（DEA）不同，该文凭获得者毕业后通常直接参加工作，但不可以直接攻读博士。

## 历史沿革
21世纪初，根据《博洛尼亚宣言》精神，法国的教育系统开始改革，与欧盟其他国家接轨，2004年，法国各大学停止颁发该文凭。

## 对比
| 博士 (3)  |
| 硕士(2)   |
| 本科(3)   |
| LMD新制度 |

| 博士 (3)                              |
| 高等深入研究文凭/高等专业研究文凭 (1) |
| Maîtrise(1)                           |
| 国家学士文凭 (1)                      |
| 普通大学学习文凭 (2)                  |
| 旧制度                                |